# Gregor Richert
Gregor Richert SJ (* 10. Mai 1930 in Tannsee, heute polnisch: Świerki, Nowy Staw; † 27. Juni 1978 in Makonde, Simbabwe) war ein deutscher römisch-katholischer Geistlicher, Jesuit, Missionar und Märtyrer.

## Leben
Gregor Richert kam 1945 mit seiner Mutter als Flüchtling nach Berlin, wo er 1948 Abitur machte. Noch im gleichen Jahr trat er in den Jesuitenorden ein, absolvierte das Noviziat in Pullach, wo er später auch studierte (mit Fortsetzung in Frankfurt). Nach Abschluss des Studiums am Heythrop College in London wurde er dort am 31. Juli 1959 zum Priester geweiht.
1961 ging er nach Rhodesien und wirkte hauptsächlich in der Mission St. Rupert Mayer, 200 km westlich von Harare. Dort wurde er im Juni 1978 zusammen mit Bruder Bernhard Lisson von Aufständischen erschossen und auf dem Friedhof der Chishawasha-Mission (25 km östlich von Harare) beigesetzt.
Eine Sammlung seiner Briefe wurde postum herausgegeben.

## Gedenken
Die Römisch-katholische Kirche in Deutschland hat Pater Gregor Richert als Märtyrer in das deutsche Martyrologium des 20. Jahrhunderts aufgenommen.

## Veröffentlichungen
- (postum) ... Euer Busch-Pater vom Umpfuli. Hrsg. und bearbeitet von Cordula Mindak. St.-Benno-Verlag, Leipzig 1989. ISBN 3-7462-0227-2 (Briefsammlung)